# Shilab
Shilab (em persa: شيلاب, também romanizada como Shīlāb) é uma aldeia do distrito rural de Maspi, no condado de Abdanan, da província de Ilam, Irã.
No censo de 2006, sua população era de 59 habitantes, em 11 famílias.